# Güterrecht
Das Güterrecht regelt in Ehen und anderen staatlich registrierten Lebensgemeinschaften die Frage, ob Vermögensgegenstände den Ehegatten bzw. Lebenspartnern einzeln oder gemeinsam gehören, wie sie verwaltet werden, in welchen Ausmaß sie den Gläubigern haften und ob und wie im Falle einer Trennung oder Scheidung das Vermögen und die während der Ehe erzielten Zuwächse zu verteilen sind. Hierzu bieten die Rechtsordnungen unterschiedliche Güterstände an, wobei es regelmäßig ein gesetzliches Grundmodell (den gesetzlichen Güterstand) und daneben sogenannte Wahlgüterstände gibt. Die Eheleute können unter verschiedenen gesetzlich vorgesehenen Güterständen durch Ehevertrag auswählen. Der Güterstand, welcher in Ermangelung einer ehevertraglichen Regelung zur Anwendung kommt, heißt gesetzlicher Güterstand.
Unberührt bleibt die Möglichkeit einer Bruchteilsgemeinschaft, die durch gemeinsamen Erwerb von Gegenständen allein nach zivilrechtlichen Regeln entsteht (zum Beispiel bei Haushaltsgegenständen, Grundstücken, Eigentumswohnungen).
Jede natürliche Person ist grundsätzlich alleinige Inhaberin ihres Vermögens. Sie kann mit ihrem Eigentum im Rahmen der Gesetze nach Belieben verfahren, jedermann von der Einwirkung auf dasselbe ausschließen (§ 903 BGB) und Erträge für sich vereinnahmen. Das gemeinsame Wohnen und Wirtschaften innerhalb einer Ehe erfordert jedoch vermögensrechtliche Lösungen, die der gemeinsamen Zweckverfolgung in einer Ehe gerecht werden.
In einem Konkubinat oder nichtehelichen Lebensgemeinschaft wird kein gesonderter Güterstand begründet. Es bleibt bei den allgemeinen zivilrechtlichen Regeln.

## Internationale Güterstandsmodelle
Rechtssystematisch lassen sich nach internationaler und (deutscher) historischer Praxis in der Reihenfolge aufsteigender Vergemeinschaftung insbesondere folgende Grundtypen unterscheiden
- die Gütertrennung,
- die Nutzverwaltung (ehemännliche Verwaltung und Nutznießung am eingebrachten Gut der Ehefrau),
- die Zugewinngemeinschaft (Güterstand der Teilhabe am Zugewinn; in der Schweiz Errungenschaftsbeteiligung),
- Güterstände mit Gesamtgut
  - die Errungenschaftsgemeinschaft,
  - die Fahrnisgemeinschaft,
  - die Ausschlussgemeinschaft (bestimmte Vermögenswerte werden vom Gesamtgut ausgeschlossen),
  - die Gütergemeinschaft.

Der Güterstand wird durch Heirat (bzw. Verpartnerung) begründet und durch Scheidung bzw. Tod eines Ehegatten aufgelöst und auseinandergesetzt.

## Rechtslage in Deutschland

### Anwendbarkeit des deutschen Rechts
Sind die Ehegatten im Zeitpunkt ihrer Eheschließung Deutsche, wenden deutsche Gerichte und Behörden deutsches Recht an. Es gilt der Grundsatz der Unwandelbarkeit, d. h. auch dann, wenn die Ehegatten später auswandern oder andere Staatsangehörigkeiten annehmen, verbleibt es in aller Regel bei dem im Zeitpunkt der Eheschließung gelten Güterrecht.
Bei Ausländern muss unterschieden werden:
Die Ehegatten können durch Ehevertrag das Güterrecht des Staates wählen, dem einer von ihnen angehört, oder das Güterrecht des Staats, in dem einer von ihnen seinen gewöhnlichen Aufenthalt hat. Die Rechtswahl hat im Inland in notariell beurkundeter Form zu erfolgen. Wird sie im Ausland vorgenommen, ist die dort übliche Form maßgeblich.
Wird keine Rechtswahl getroffen, kommt es bei EU-Ausländern in erster Linie auf die gemeinsame Staatsangehörigkeit bei Eheschließung, ersatzweise auf ihren gemeinsamen gewöhnlichen Aufenthalt an. Geregelt ist das in der Europäischen Güterrechtsverordnung. Außerhalb ihres Anwendungsbereiches gilt:
Sind oder waren bei der Eheschließung beide Ehegatten Ausländer, die demselben Staat angehören, finden auf das Güterrecht in Deutschland die Vorschriften ihres Heimatstaates Anwendung (Art. 15 Abs. 1 EGBGB in Verbindung mit Art. 14 Abs. 1 Nr. 1 EGBGB).
Ist nur ein Ehegatte Ausländer, gehören beide ausländischen Ehegatten unterschiedlichen Staaten an oder sind die Ehegatten Asylanten oder sonstige Konventionsflüchtlinge, bestimmt sich das Recht des Güterstandes nach dem Recht ihres gewöhnlichen gemeinsamen Aufenthaltes (Art. 15 Abs. 1 EGBGB in Verbindung mit Art. 14 Abs. 1 Nr. 2 EGBGB), in Ermangelung eines gemeinsamen Aufenthalts nach dem Recht desjenigen Staates, mit dem die Ehegatten in anderer Weise am engsten verbunden sind (Art. 15 Abs. 1 EGBGB in Verbindung mit Art. 14 Abs. 1 Nr. 3 EGBGB).
Unabhängig von Art. 15 EGBGB kommt deutsches Recht nach dem Gesetz über den ehelichen Güterstand von Vertriebenen und Flüchtlingen zur Anwendung (Art. 15 Abs. 4 EGBGB).
Für Grundstücke können Ehegatten unter Umständen auch das Recht des Belegenheitsorts wählen; dies führt dann allerdings zu einer rechtlichen Spaltung des ehelichen Güterstands.

### Deutsche Güterstände und gesetzlicher Güterstand
Bis zum Inkrafttreten des BGB am 1. Januar 1900 galten in Deutschland über 100 verschiedene Güterstände, die in der Hauptsache den folgenden fünf Systemen zuzuordnen waren:
- ehemännliche Verwaltung und Nutznießung (auch Nutzverwaltung oder Verwaltungsgemeinschaft genannt) mit ca. 16 Mio. Menschen
- Gütergemeinschaft mit ca. 14 Mio. Menschen.
- Errungenschaftsgemeinschaft mit ca. 10 Mio. Menschen.
- Fahrnisgemeinschaft (nur die bewegliche Habe wurde gemeinschaftlich) mit ca. 9 Mio. Menschen.
- Dotalsystem mit ca. 3 Mio. Menschen.

Zwischen 1900 und 1953 waren die Güterstände der Nutzverwaltung (Verwaltungsgemeinschaft), der Gütertrennung, der Gütergemeinschaft, der Fahrnisgemeinschaft und der Errungenschaftsgemeinschaft vorgesehen. Gesetzlicher Güterstand war die Nutzverwaltung.
1953 ordnete das BVerfG das Außerkrafttreten des gesetzlichen Güterstands der Verwaltungsgemeinschaft an, da er der Gleichberechtigung von Mann und Frau eklatant widersprach. Gesetzlicher Güterstand wurde übergangsweise die Gütertrennung.
Seit dem Gleichberechtigungsgesetz von 1957 unterschied das bundesdeutsche Güterrecht zwischen den Güterständen der Zugewinngemeinschaft, der Gütertrennung und der Gütergemeinschaft. Seitdem gilt: Ist kein Ehevertrag geschlossen, so gilt der gesetzliche Güterstand der Zugewinngemeinschaft.
In der DDR galt zunächst die Gütertrennung. Von 1966 bis 1990 galt der gesetzliche Güterstand der Errungenschaftsgemeinschaft; hier wurde während der Ehe erworbenes Vermögen Gemeinschaftseigentum (§§ 13 ff FGB DDR). Mit der Wiedervereinigung wurde auch im Beitrittsgebiet der gesetzliche Güterstand der Zugewinngemeinschaft eingeführt. Bestehende Ehen wurde aus der Errungenschaftsgemeinschaft in die Zugewinngemeinschaft überführt. Die Einführung eines neuen Wahlgüterstandes der Errungenschaftsgemeinschaft erfolgte nicht.
Am 2. Februar 2011 beschloss das Bundeskabinett den Regierungsentwurf zur Umsetzung eines weiteren Güterstands, des deutsch-französischen Wahlgüterstands. Das entsprechende Gesetz ist bald danach in Kraft getreten.

## Rechtslage in Österreich
Das österreichische Güterrecht unterscheidet seit 1957 zwischen den Güterständen der Zugewinngemeinschaft, der Gütertrennung oder Gütergemeinschaft. Ist kein Ehevertrag geschlossen, so gilt der gesetzliche Güterstand der Gütertrennung. Zwischen 1900 und 1953 waren die Güterstände der Verwaltungsgemeinschaft (Nutzverwaltung), der Gütertrennung, der Gütergemeinschaft, der Fahrnisgemeinschaft und der Errungenschaftsgemeinschaft vorgesehen. Gesetzlicher Güterstand war die Verwaltungsgemeinschaft.

## Rechtslage in der Schweiz
Das eheliche Güterrecht bestimmt, was während der Ehe wem gehört, und es regelt die Aufteilung des Vermögens nach dem Tod. Es liefert damit die Basis für eine anschließende erbrechtliche Auseinandersetzung.
Es gibt grundsätzlich drei Güterstände:
- Errungenschaftsbeteiligung (ordentlicher Güterstand) Art. 196 ff. ZGB
- Gütergemeinschaft Art. 221 ff. ZGB
  - allgemeine Gütergemeinschaft
  - Errungenschaftsgemeinschaft
  - Ausschlussgemeinschaft
- Gütertrennung Art. 247 ff. ZGB

Die Errungenschaftsbeteiligung umfasst Eigengut und Errungenschaft, die bei der Auflösung berücksichtigt werden. Das Eigengut umfasst Vermögensbestandteile, die schon vor der Ehe vorhanden waren oder in Form von persönlichen Schenkungen oder Erbschaften während der Ehe dazugekommen sind. Ebenfalls zum Eigengut gehören persönliche Gegenstände. Die Errungenschaft umfasst alle anderen Vermögensteile, insbesondere jene, die in Form von Kapital- und Arbeitseinkommen während der Ehe angefallen sind und nicht durch die tägliche anfallenden Ausgaben verzehrt wurde. Die Erträge aus der Bewirtschaftung des Eigengutes fallen ebenfalls in die Errungenschaft.
Bei der Gütergemeinschaft wird in einem Ehevertrag festgelegt, was zum Eigengut dazugehört und was nicht. Dies ist also nicht gesetzlich definiert. Alles andere fällt ins so genannte Gesamtgut. In dieser Form trägt also jeder immer noch die Verantwortung für sein Vermögen. Beim Ableben ist meistens die Gesamtübertragung des Gesamtgutes vorgesehen. Bei Scheidung, Trennung, Ungültigerklärung der Ehe oder Übertragung in die Gütertrennung nimmt jeder Ehegatte vom Gesamtgut zurück, was unter der Errungenschaftsbeteiligung sein Eigengut wäre.
Bei der Gütertrennung wird im Ehevertrag auch für den Fall der Auflösung der Ehe eine klare Trennung des Vermögens zwischen Mann und Frau festgeschrieben. Dies ist nützlich wenn Erbansprüche von Erben einer ersten Ehe geschützt werden sollen.
Eine Gütertrennung kann auch bei der Gründung eines Unternehmens durch die eine Person sinnvoll sein. So kann die andere Person ihr Vermögen vor den Gläubigern der ersten Person schützen.